# Sónar
El Sónar és un festival de música electrònica i experimental de Barcelona, creat el 1994 per Ricard Robles, Enric Palau i Sergi Caballero i organitzat per l'empresa Advanced Music. Es va crear sota el nom Festival Internacional de Música Avançada i Art Multimèdia de Barcelona.
Se celebra anualment durant tres dies, a mitjans de juny i és considerat un dels certàmens més prestigiosos d'Europa en el seu gènere. El Sonar Dia i el Sonar+D tenen lloc a Fira Montjuïc mentre que el Sonar Nit es celebra a la Fira Gran Via de L'Hospitalet de Llobregat. Anteriorment havia ocupat altres espais com el Pavelló de la Mar Bella, el Centre de Cultura Contemporània de Barcelona (CCCB) i el Museu d'Art Contemporani de Barcelona (MACBA). Conegut a nivell internacional, la seva afluència de públic és massiva, superant les 121.000 persones en l'edició del 2023, quan va celebrar la seva 30a edició.
El Sónar no només ofereix actuacions musicals, sinó que també s'organitzen conferències i exposicions de prestigiosos artistes internacionals sobre les últimes tendències en música electrònica, art multimèdia, vídeo i cinema.
Aquest festival ha creat tot un moviment al voltant de la ciutat de Barcelona donant-li ressò mundial en l'àmbit dels festivals de música electrònica i veient la seva evolució cada vegada en més gèneres musicals.

## Història[calcitació]

### Inicis (1994-1999)
El 1994 obria el festival dedicat únicament a música electrònica. Amb el lema “Sónar. Festival de músicas avanzadas” pretenia acostar l'anomenada música avançada al públic i obrir un nou món a Barcelona. El festival estava dividit en dues parts: Sónar Dia i Sónar Nit. El Sónar de Dia tenia lloc al Centre de Cultura Contemporania de Barcelona (CCCB) i la part de Nit era a la mítica Sala Apolo. Va tenir lloc del 2 al 5 de juny i va reunir al voltant de 6.000 persones. El festival es va consolidar a una gran velocitat i la seva evolució va ser molt notable. Les edicions dels anys 95 i 96 ja deixaven de costat la música electrònica i se centraven principalment en grups techno com Josh Wink, Jeff Mills i grups com Fangoria. Aquests dos anys la creativitat també va passar a ser una part important de l'agenda del festival i va doblar la seva assistència.
Degut a l'augment tant gran de gent al festival l'any 1997 van realitzar el primer de molts canvis d'ubicació per poder oferir més espai per més gent. La part de Sónar de Dia es mantenia al CCCB però la nit passava al Poble Espanyol, on es van acabar reunint més de 18.000 persones al so d'artistes com Kenny Larke o Biosphere. En només tres anys el festival ja havia triplicat l'assistència de la seva primera edició i s'havia consolidat entre els grans festivals a nivell mundial.
El segon canvi el trobem només un any després d'aterrar al Poble Espanyol, el Sónar de Nit pasa al Pavelló de la MarBella on triplica l'aforament anterior. En aquesta edició el gran plat van ser el duo de música techno i electrònica Daft Punk. El festival ja no només era famós pels artistes i pel moviment que va crear sinó que també portava lligat unes innovacions tecnològiques molt importants quant a l'escenografia.
Els anys següents els creixement va seguir pujant de manera exponencial fins a marcar les 40.000 persones el 1999. Una innovació molt important que va augmentar el reconeixement mundial va ser la introducció el 1998 per part de Movistar la reproducció en directe online dels concerts. Això permetia que milers de persones poguessin gaudir dels concerts sense haver d'estar físicament a Barcelona.

### Sónar al segle XXI (2000-2018)
L'any 2000 la música cedeix també un espai important al vídeo. Els vídeos promocionals fets per anunciar el festival eren cada vegada més esperats pel públic, sent molt innovadors i trencadors amb l'estètica que hi havia en aquell moment. El 2001 arriba ja el canvi de localització definitiu, el Sónar Nit té lloc a la Fira Gran Via a l'Hospitalet del Llobregat. Aquest recinte s'ha mantingut durant els anys. El festival a part de guanyar encara més nom i expectació gràcies a les seves campanyes publicitàries obre les seves fronteres musicals amb grups com Sonic Youth, grup que s'allunya bastant del techno. El festival no perd l'essència techno, ja que bona part de la seva programació són DJs d'aquest estil però si que obre la porta a concerts en directe d'altres gèneres musicals. El 2002 entre en escena davant la cantant islandesa Björk. El festival dona encara un pas més cap al mercat internacional fent noves edicions a Tokio, Lisboa i Londres. Les nombres segueixen pujant i arriben a la gran xifra de 91.000 persones.
Per primera vegada des del seu inici l'any 2004 l'assistència disminueix però no ho fa tampoc notablement. D'aquesta petita davallada es recuperen ràpidament l'any següent on gràcies al duet The Chemical Brothers aconsegueixen el rècord d'assistència en una nit, 22.000 persones. El festival creix i ho fan també les seves campanyes publicitàries que cada vegada són més provocatives. L'any 2006 porten com un de caps de cartell a Scissors Sisters.
Les fronteres segueixen caient a mesura que avancen les edicions i l'any 2007 es fa un notable canvi. Entra un gènere musical que amb els anys ha anat guanyant força al festival, el reggaetón, ho fan de la mà de l'emblemàtic grup Calle 13.

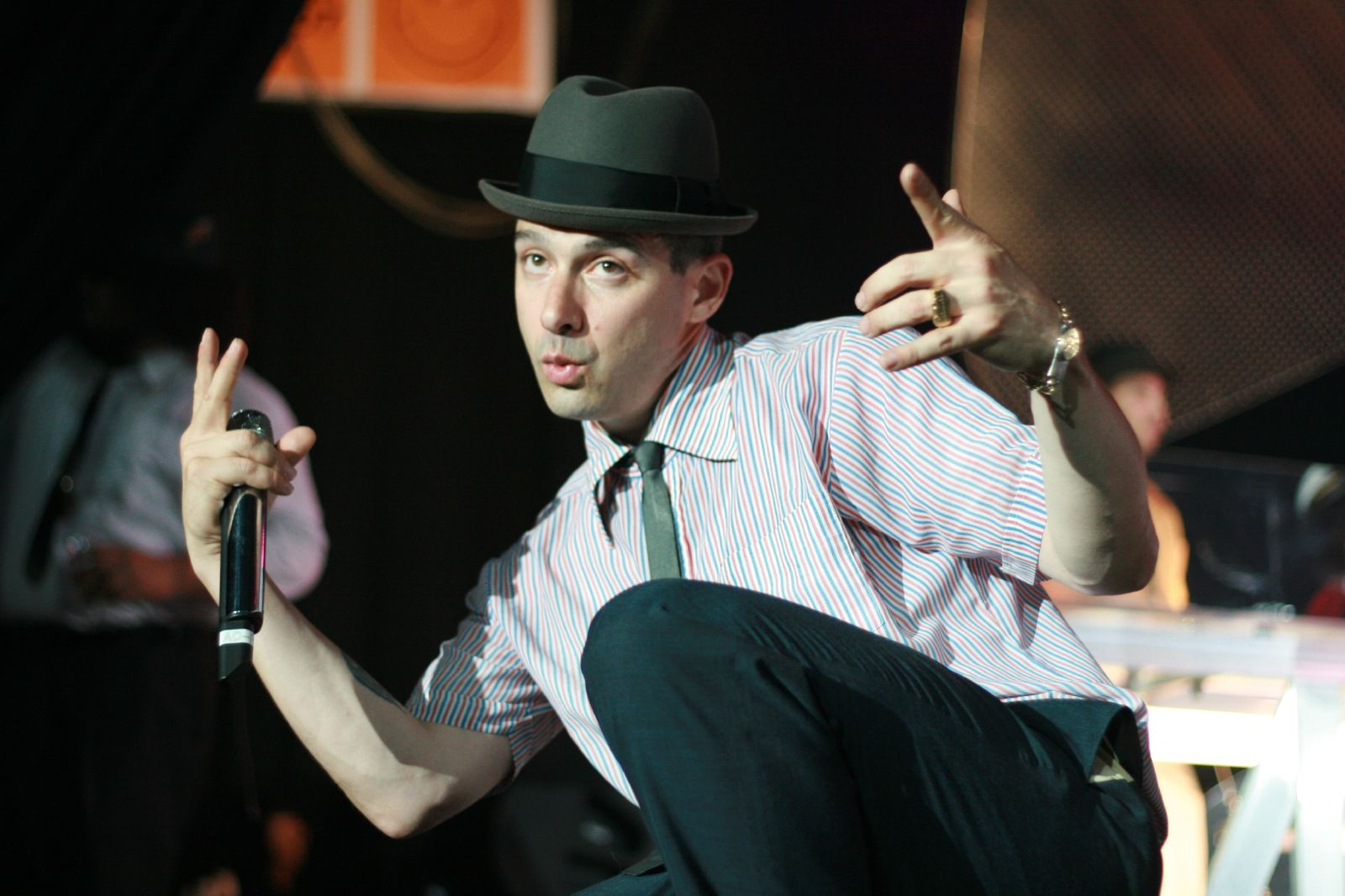
Bestie Boys al Sónar 2007.

El Sónar de Dia fa una proposta didàctica molt important l'any 2009 per acostar el món artístic que envolta al festival als més petits. Es crea el Sónar Kids al CCCB i en la seva primera edició compta amb 5.000 infants que realitzen activitats com aprendre a mesclar, tallers de graffitis, concerts entre d'altres. El 2010 el Sónar s'expandeix per Barcelona i realitza algunes activitats a llocs emblemàtics de la ciutat, al Teatre Grec té lloc el concert de Ryoji Ikeda un dels majors referents japonesos de la música electrònica.
El festival comença cada vegada més a obrir-se cap al món de la tecnologia audiovisual. L'any 2011 alhora que el festival té lloc una fira anomenada Sónar-Pro una fira on s'exposen les últimes novetats de l'art multimèdia o de l'audiovisual. Activitats com projeccions de cinema cada vegada també guanyant terreny dins de l'agenda i és més la gent que assisteix moguda per aquestes noves activitats.
El 2013 es consolida el que s'anomena Sonar +D, un congrés internacional que explora com la realitat modifica el present. En aquest recinte s'ajunten tant fans de les noves tecnologies com cineastes, creadors multimedia, marques de tecnologia, científics, emprenedors i un llarg etcètera. El Sónar+D aporta no només al mateix festival una nova branca sinó que també ajuda a la marca Barcelona a tenir més oferta del tipus audiovisual relacionat amb la tecnologia. En aquest mateix any el Sónar de Dia passa a la Fira de Montjuïc i per primera vegada els assistents estrangers superen els locals (53%).
L'evolució de la música ha estat encara més notable, el panorama urbà tant a nivell mundial com nacional ha fet que artistes com M.I.A o Rosalia hagin donat veu a aquest festival i aquesta evolució s'ha vist clarament en els cartells del 2017 i 2018.

## Seccions[calcitació]
- La Fira Tecnològica que se situa al CCCB, exposa les últimes novetats de relatives a l'equipament per a disc-jockeys i artistes de música electrònica.
- El Sonarcinema està centrat en les últimes tendències i creacions videogràfiques i cinematogràfiques.
- Sonarmática, l'àrea multimèdia, es dedica de forma monogràfica a una ciutat o país, i inclou creacions de disseny gràfic, NetArt...
- SónarKids, espai per als més petits amb activitats per acostar-los al món de la música electrònica,
- Sónar+D, congrés internacional que explora com la realitat modifica el present. Presenta novetats de la tecnologia audiovisual.
- Sónar Pro (2011), fira on s'exposen les novetats d'art multimèdia.

## Visuals
L'estètica, els anuncis, els cartells o els vídeos promocionals han caracteritzat a aquest festival des del seu inici. Els seus cartells cada vegada eren més atrevits i s'esperaven amb més ganes pels seguidors.
El festival també va començar a destacar pels seus vídeos promocionals, vídeos amb una estètica trencadora.
L'edició de l'any 2023 va estar marcada per la intel·ligència artificial. La IA va realitzar 29 entrenaments, utilitzant en cadascun d'ells una de les campanyes gràfiques presentades al llarg de la història del festival, és a dir, un per a cada edició del festival. La intel·ligència artificial, a la recerca d'aconseguir la capacitat de generar imatges que podrien encaixar en cadascuna d'aquestes campanyes, es va entrenar i va generar multitud d'imatges prova/error. És en la bellesa d'aquest error on Sónar va trobar la imatge del seu 30è aniversari.

## Cartell

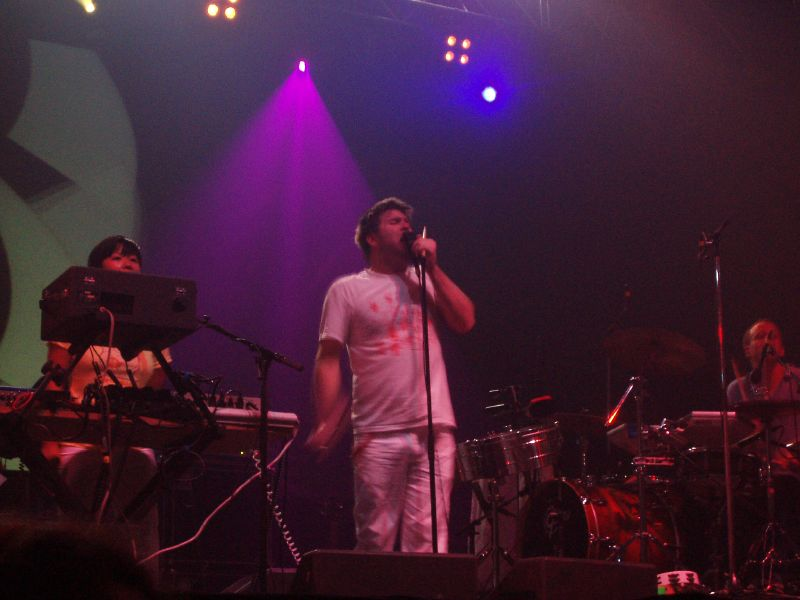
Sonar LCD 06 Soundsystem

- 2018: Rosalia Vila i Tobella, Gorillaz.
- 2017: Anderson Paak, Björk.
- 2016: Yung Lean, Mura Masa.
- 2015: Duran Duran, The Chemical Brothers, Skrillex.
- 2014: Richie Hawtin, Mø, Massive Attack.
- 2013: Major Lazer, Diplo, Two Door Cinema Club.
- 2012: Fatboy Slim, New Order.[4]
- 2011: M.I.A., Aphex Twin, Alva Noto & Ryuichi Sakamoto.
- 2010: Air[5]
- 2009: Orbital, Guillamino.
- 2008: Yazoo, Miss Kittin, The Pinker Tones.
- 2007: Beastie Boys, Fangoria, Junior Boys, Calle 13, Mala Rodríguez, Miss Kittin.
- 2006: Scissor Sisters (aparició especial no anunciada), Ryuichi Sakamoto.
- 2005: The Chemical Brothers, M.I.A., Miss Kittin.
- 2004: Ryuichi Sakamoto, Massive Attack.
- 2003: Björk, Aphex Twin, Ladytron, Tujiko Noriko.
- 2002: Pet Shop Boys.
- 2001: Sonic Youth, Aphex Twin.
- 2000: Marc Almond, Carl Cox, Karlheinz Stockhausen, Miss Kittin, 7 Notas 7 Colores, Fangoria.
- 1999: Orbital, Atari Teenage Riot.
- 1998: Kraftwerk.
- 1997: Daft Punk.
- 1996: Autechre, Richie Hawtin, Jeff Mills.
- 1995: Orbital, Fangoria, José Padilla (DJ).
- 1994: Sven Väth.

## Reconeixements
L'any 2014 fou distingit amb el Premi Nacional de Cultura. i al 2018 amb el Premi de Disseny Laus. A més, el 2023 va ser commemorat pel Govern de Catalunya amb la Creu de Sant Jordi.